# Bộ Chính trị Đảng Cộng sản Trung Quốc khóa VIII

### Đại hội Đảng Cộng sản Trung Quốc lần thứ 8
| Đại hội Đảng Cộng sản Trung Quốc lần thứ 8 (1956) | Đại hội Đảng Cộng sản Trung Quốc lần thứ 8 (1956) | Đại hội Đảng Cộng sản Trung Quốc lần thứ 8 (1956)                                                                                      | Đại hội Đảng Cộng sản Trung Quốc lần thứ 8 (1956)      |
| Thứ tự                                            | Tên                                               | Chức vụ Đảng và Nhà nước | Ghi chú khác                                           |
| ------------------------------------------------- | ------------------------------------------------- | --- | ------------------------------------------------------ |
| 1                                                 | Mao Trạch Đông                                    | Chủ tịch Đảng,Chủ tịch Quân ủy Trung ương,Chủ tịch danh dự Chính Hiệp                                                                  | Ủy viên thứ 1 Ban thường vụ Bộ Chính trị               |
| 2                                                 | Lưu Thiếu Kỳ                                      | Phó Chủ tịch Đảng | Ủy viên thứ 2 Ban thường vụ Bộ Chính trị               |
| 3                                                 | Chu Ân Lai                                        | Phó Chủ tịch Đảng,Thủ tướng Quốc vụ viện,Chủ tịch Chính Hiệp,                                                                          | Ủy viên thứ 3 Ban thường vụ Bộ Chính trị               |
| 4                                                 | Chu Đức                                           | Phó Chủ tịch Đảng,Phó Chủ tịch Quân ủy Trung ương,Phó Chủ tịch nước                                                                    | Ủy viên thứ 4 Ban thường vụ Bộ Chính trị               |
| 5                                                 | Trần Vân                                          | Phó Chủ tịch Đảng,Phó Thủ tướng Quốc vụ Viện                                                                                           | Ủy viên thứ 5 Ban thường vụ Bộ Chính trị               |
| 6                                                 | Đặng Tiểu Bình                                    | Tổng thư ký Ban bí thư Trung ương | Ủy viên thứ 7 Ban thường vụ Bộ Chính trị               |
| 7                                                 | Lâm Bưu                                           | Phó Chủ tịch Đảng | Ủy viên thứ 6 Ban thường vụ Bộ Chính trị               |
| 8                                                 | Lâm Bá Cừ                                         | Phó Ủy viên trưởng Nhân Đại | Mất năm 1960 khi đang tại nhiệm                        |
| 9                                                 | Đổng Tất Võ                                       | Thư ký Ủy ban Giám Sát Trung ương, Chủ tịch Tòa án Nhân dân Tối cao                                                                    |                                                        |
| 10                                                | Bành Chân                                         | Bí thư Trung ương, Phó ủy viên trưởng Nhân Đại,Phó Chủ tịch Hội nghị Chính trị Hiệp thương Nhân dân Toàn quốc                          |                                                        |
| 11                                                | La Vinh Hoàn                                      | Chủ nhiệm Tổng cục Chính trị Quân Giải phóng Nhân dân                                                                                  | Mất năm 1963                                           |
| 12                                                | Trần Nghị                                         | Phó Tổng lý Quốc vụ viện, Bộ trưởng Bộ Ngoại giao, Bí thư Thượng Hải, Thị trưởng Thượng Hải.                                           |                                                        |
| 13                                                | Lý Phú Xuân                                       | Phó Thủ tướng,Chủ nhiệm Ủy ban Kế hoạch Nhà nước                                                                                       |                                                        |
| 14                                                | Bành Đức Hoài                                     | Phó Thủ tướng,Phó Chủ tịch Quân ủy Trung ương,Bộ trưởng Bộ Quốc phòng                                                                  |                                                        |
| 15                                                | Lưu Bá Thừa                                       | Viện trưởng kiêm Bí thư Học viện Quân sự Quân Giải phóng Nhân dân                                                                      |                                                        |
| 16                                                | Hạ Long                                           | Phó Thủ tướng |                                                        |
| 17                                                | Lý Tiên Niệm                                      | Phó Thủ tướng,Bộ trưởng Bộ Tài chính,Phó chủ nhiệm Ủy ban Kế hoạch Nhà nước                                                            |                                                        |
| 18                                                | Kha Khánh Thi                                     | Phó Tổng lý Quốc vụ viện, Thị trưởng Thượng Hải.                                                                                       | Tăng thêm vào năm 1958,mất năm 1965 khi đang tại nhiệm |
| 19                                                | Lý Tỉnh Tuyền                                     | Chính ủy Quân khu Thành Đô | Tăng thêm vào năm 1958                                 |
| 20                                                | Đàm Chấn Lâm                                      | Bí thư Trung ương,Bí thư kiêm thị trưởng Tỉnh Chiết Giang                                                                              | Tăng thêm vào năm 1958                                 |
| 21                                                | Đào Chú                                           | Bí thư Tỉnh ủy Quảng Đông,Hiệu trưởng trường Đại học Kị Nam                                                                            | Bổ sung năm 1966                                       |
| 22                                                | Trần Bá Đạt                                       | Tổ trưởng Tiểu ban Văn Cách Trung ương                                                                                                 | Bổ sung năm 1966                                       |
| 23                                                | Khương Sinh                                       | Phó trưởng Ban Văn Giáo Trung ương,Phó chủ nhiệm Ủy ban Công tác Giáo dục                                                              | Bổ sung năm 1966                                       |
| 24                                                | Từ Hướng Tiền                                     | Phó Chủ tịch Ủy ban Quốc phòng Trung Quốc,Ủy viên Quân sự Cách mạng Chính phủ Nhân dân                                                 | Bổ sung năm 1966                                       |
| 25                                                | Nhiếp Vinh Trăn                                   | Phó Thủ tướng Quốc vụ viện | Bổ sung năm 1966                                       |
| 26                                                | Diệp Kiếm Anh                                     | Phó Chủ tịch Quân ủy Trung ương,Bí thư trưởng Quân ủy Trung ương,Viện trưởng kiêm Bí thư Viện Khoa học Quân sự Quân Giải phóg Nhân dân | Bổ sung năm 1966                                       |
| Ủy viên Dự khuyết                                 |                                                   | |                                                        |
| Thứ tự                                            | Tên                                               | Chức vụ Đảng và Nhà nước | Ghi chú khác                                           |
| 1                                                 | Ô Lan Phu                                         | Phó Thủ tướng,Bí thư Khu ủy kiêm Tỉnh trưởng Nội Mông tự trị,Tư lệnh kiêm Chính ủy Quân khu Nội Mông,Hiệu trưởng Đại học Nội Mông      |                                                        |
| 2                                                 | Trương Văn Thiên                                  | Đại sứ Liên Xô,Thứ trưởng Bộ Ngoại giao                                                                                                |                                                        |
| 3                                                 | Lục Định Nhất                                     | Bí thư Trung ương,Trưởng ban Tuyên truyền Trung ương,Phó Thủ tướng                                                                     |                                                        |
| 4                                                 | Trần Bá Đạt                                       | Tổ trưởng Tiểu ban Văn Cách Trung ương                                                                                                 | Bổ sung vào Bộ Chính trị năm 1966                      |
| 5                                                 | Bạc Nhất Ba                                       | Phó Thủ tướng |                                                        |
| 6                                                 | Lý Tuyết Phong                                    | Bí thư Trung ương,Bí thư Hoa Bắc,Chính ủy Quân khu Bắc Kinh                                                                            | Bổ sung năm 1966                                       |
| 7                                                 | Tạ Phú Trị                                        | Bộ trưởng Bộ Công An | Bổ sung năm 1966                                       |
| 8                                                 | Tống Nhiệm Cùng                                   | Bộ trưởng Bộ Cơ giới Công nghiệp,Chính ủy Quân khu Thẩm Dương                                                                          | Bổ sung năm 1966                                       |